# Чемпіонат України з легкої атлетики 2001
Чемпіонат України з легкої атлетики 2001 був проведений 1-3 липня в Києві на НСК «Олімпійський».

## Основний чемпіонат

### Чоловіки
| Дисципліни                | Золото                                                                        | Золото   | Срібло                                                                                | Срібло   | Бронза                                                                                  | Бронза   |
| ------------------------- | ----------------------------------------------------------------------------- | -------- | ------------------------------------------------------------------------------------- | -------- | --------------------------------------------------------------------------------------- | -------- |
| 100 метрів                | Анатолій Довгаль Харківська область                                           | 10,30    | Костянтин Рурак Запорізька область                                                    | 10,32    | Костянтин Васюков Донецька область                                                      | 10,46    |
| 200 метрів                | Анатолій Довгаль Харківська область                                           | 21,33    | Сергій Полінков Київ                                                                  | 21,36    | Олег Решетняк АР Крим                                                                   | 21,62    |
| 400 метрів                | Євген Зюков Харківська область                                                | 45,99    | Олександр Кайдаш Харківська область                                                   | 46,04    | Андрій Твердоступ Харківська область                                                    | 46,39    |
| 800 метрів                | Володимир Ковалик Івано-Франківська область                                   | 1.48,47  | Павло Піковець Луганська область                                                      | 1.48,60  | Віталій Подакін Житомирська область                                                     | 1.49,36  |
| 1500 метрів               | Іван Гешко Чернівецька область                                                | 3.39,15  | Василь Цикало Львівська область                                                       | 3.39,46  | Олександр Сітковський Донецька область                                                  | 3.45,41  |
| 5000 метрів               | Сергій Лебідь Донецька область                                                | 13.37,17 | Максим Янішевський Донецька область                                                   | 14.01,81 | Андрій Наумов Донецька область                                                          | 14.02,05 |
| 10000 метрів              | Микола Рудик Вінницька область                                                | 29.42,76 | Юрій Гичун Рівненська область                                                         | 29.48,79 | Максим Янішевський Донецька область                                                     | 29.56,90 |
| 110 метрів з бар'єрами    | Сергій Смоленський Київська область                                           | 14,20    | Дмитро Колесниченко Рівненська область                                                | 14,31    | Денис Кожемякін Харківська область                                                      | 14,34    |
| 400 метрів з бар'єрами    | Геннадій Горбенко Дніпропетровська область                                    | 49,46    | Сергій Міщенко Миколаївська область                                                   | 51,95    | Геннадій Головкін Одеська область                                                       | 52,01    |
| 3000 метрів з перешкодами | Сергій Редько Луганська область                                               | 8.34,74  | Вадим Слободенюк Рівненська область                                                   | 8.36,22  | Андрій Мельников Хмельницька область                                                    | 8.43,61  |
| 4×100 метрів              | КиївКостянтин Захарченко Володимир Рибалка В'ячеслав Троценко Сергій Полінков | 41,37    | Донецька областьКостянтин Васюков Юрій Антоненко Дмитро Глущенко Володимир Зюськов    | 41,98    | Харківська областьДмитро Ксенженко Денис Кожемякін Сергій Усов Сергій Павлюченко        | 42,27    |
| 4×400 метрів              | УкраїнаСергій Тищенко Юрій Пупирін Володимир Демченко Петро Кравець           | 3.13,77  | Житомирська областьДенис Анохін Віталій Рудзинський Сергій Логвиненко Віталій Подакін | 3.15,87  | Чернігівська областьОлександр Авраменко Віталій Рудзинський Андрій Шокур Андрій Бентега | 3.16,74  |
| Ходьба 20 кілометрів      | Олексій Шелест Сумська область                                                | 1:27.07  | Андрій Ковенко Вінницька область                                                      | 1:27.40  | Іван Луцик Волинська область                                                            | 1:28.13  |
| Стрибки у висоту          | Андрій Соколовський Вінницька область                                         | 2,34     | Сергій Димченко Київ                                                                  | 2,30     | Руслан Гливинський Одеська область                                                      | 2,20     |
| Стрибки з жердиною        | Руслан Єрьоменко Київська область                                             | 5,70     | Вадим Строгалєв Росія                                                                 | 5,60     | Денис Юрченко Донецька область                                                          | 5,55     |
| Стрибки в довжину         | Володимир Зюськов Донецька область                                            | 8,13     | Олексій Лукашевич Дніпропетровська область                                            | 8,08     | Сергій Селіверстов Дніпропетровська область                                             | 7,63     |
| Потрійний стрибок         | Володимир Кравченко Дніпропетровська область                                  | 16,73    | Сергій Ізмайлов Полтавська область                                                    | 16,59    | Андрій Троць Дніпропетровська область                                                   | 16,42    |
| Штовхання ядра            | Юрій Білоног Одеська область                                                  | 20,77    | Василь Вірастюк Івано-Франківська область                                             | 20,08    | Юрій Пархоменко Київ                                                                    | 19,30    |
| Метання диска             | Юрій Білоног Одеська область                                                  | 62,23    | Кирило Чупринін Волинська область                                                     | 60,08    | Віталій Юрченко Черкаська область                                                       | 53,36    |
| Метання молота            | Андрій Скварук Рівненська область                                             | 82,34    | Олександр Крикун Черкаська область                                                    | 80,38    | Владислав Піскунов Херсонська область                                                   | 78,11    |
| Метання списа             | Олег Стаценко Харківська область                                              | 70,85    | Василь Дубовський Волинська область                                                   | 67,59    | Віктор Міщук Волинська область                                                          | 66,66    |

### Жінки
| Дисципліни                | Золото                                                                                 | Золото   | Срібло                                                                              | Срібло   | Бронза                                                                            | Бронза   |
| ------------------------- | -------------------------------------------------------------------------------------- | -------- | ----------------------------------------------------------------------------------- | -------- | --------------------------------------------------------------------------------- | -------- |
| 100 метрів                | Анжела Кравченко Донецька область                                                      | 11,32    | Ірина Кожемякіна Харківська область                                                 | 11,71    | Олена Пастушенко Харківська область                                               | 11,76    |
| 200 метрів                | Тетяна Ткаліч Харківська область                                                       | 23,65    | Тетяна Боненко Донецька область                                                     | 23,73    | Олена Пастушенко Харківська область                                               | 23,81    |
| 400 метрів                | Ольга Міщенко Рівненська область                                                       | 52,11    | Тетяна Мовчан Київська область                                                      | 52,49    | Наталія Журавльова Миколаївська область                                           | 52,51    |
| 800 метрів                | Галина Місірук Запорізька область                                                      | 1.59,83  | Юлія Гуртовенко Донецька область                                                    | 2.01,97  | Тамара Волкова Харківська область                                                 | 2.02,26  |
| 1500 метрів               | Ірина Ліщинська Донецька область                                                       | 4.05,38  | Тетяна Кривобок Донецька область                                                    | 4.06,31  | Наталія Сидоренко Донецька область                                                | 4.06,68  |
| 5000 метрів               | Тетяна Біловол Одеська область                                                         | 15.39,96 | Світлана Нехорош Донецька область                                                   | 15.41,09 | Марина Дуброва Київ                                                               | 15.49,21 |
| 10000 метрів              | Наталія Беркут Київська область                                                        | 31.22,76 | Світлана Нехорош Донецька область                                                   | 33.00,22 | Ілона Барванова АР Крим                                                           | 33.28,33 |
| 100 метрів з бар'єрами    | Олена Красовська Київ                                                                  | 12,99    | Тетяна Ладовська Київська область                                                   | 13,57    | Майя Шемчишена Харківська область                                                 | 13,67    |
| 400 метрів з бар'єрами    | Тетяна Терещук Київ                                                                    | 55,30    | Тетяна Дебела Дніпропетровська область                                              | 56,74    | Анастасія Рабченюк Дніпропетровська область                                       | 58,31    |
| 3000 метрів з перешкодами | Анжеліка Аверкова АР Крим                                                              | 10.13,53 | Варвара Шесток АР Крим                                                              | 10.25,96 | Юлія Ігнатова Миколаївська область                                                | 10.40,39 |
| 4×100 метрів              | Миколаївська областьНаталія Макух Наталія Дем'янцева Інна Кучеренко Наталія Журавльова | 47,30    | Харківська областьВікторія Молчанова Катерина Чернявська Олена Чебану Тетяна Ткаліч | 47,88    | Львівська областьЮлія Яронтовська Мирослава Ванько Ірина Смага Тетяна Митроган    | 48,28    |
| 4×400 метрів              | УкраїнаТетяна Мовчан Тетяна Воровченко Тетяна Петлюк Тетяна Дебела                     | 3.34,16  | Донецька областьМарина Макарова Антоніна Єфремова Олена Кореневська Юлія Гуртовенко | 3.37,65  | Харківська областьОлександра Рижкова Яна Мануйлова Тетяна Дядченко Тамара Волкова | 3.41,35  |
| Ходьба 20 кілометрів      | Віра Зозуля Тернопільська область                                                      | 1:32.25  | Ольга Лук'янчук Волинська область                                                   | 1:33.08  | Валентина Савчук Волинська область                                                | 1:33.41  |
| Стрибки у висоту          | Віта Паламар Київ                                                                      | 1,96     | Віта Стьопіна Миколаївська область                                                  | 1,90     | Ірина Михальченко Київ                                                            | 1,90     |
| Стрибки з жердиною        | Анжела Балахонова Київ                                                                 | 4,30     | Наталія Кущ Донецька область                                                        | 4,20     | Людмила Вайленко Донецька область                                                 | 4,10     |
| Стрибки в довжину         | Олена Шеховцова Київ                                                                   | 6,45     | Наталія Сорокіна Вінницька область                                                  | 6,28     | Євгенія Ставчанська Чернівецька область                                           | 6,27     |
| Потрійний стрибок         | Олена Говорова Київ                                                                    | 14,06    | Христина Нейжпапа Донецька область                                                  | 13,55    | Олександра Стаднюк Черкаська область                                              | 13,40    |
| Штовхання ядра            | Віта Павлиш Харківська область                                                         | 19,62    | Олена Дементій Київська область                                                     | 18,00    | Оксана Захарчук Київська область                                                  | 16,92    |
| Метання диска             | Олена Антонова Дніпропетровська область                                                | 63,12    | Вікторія Бойко Донецька область                                                     | 59,70    | Олена Дементій Київська область                                                   | 55,18    |
| Метання молота            | Ірина Секачова Київська область                                                        | 65,67    | Марина Резанова Київ                                                                | 63,04    | Ольга Клопова АР Крим                                                             | 62,83    |
| Метання списа             | Тетяна Ляхович Івано-Франківська область                                               | 55,89    | Лілія Титаренко Запорізька область                                                  | 55,00    | Людмила Гаманюк Донецька область                                                  | 54,23    |

## Інші чемпіонати
Крім основного чемпіонату, протягом року в різних містах України також були проведені чемпіонати України в окремих дисциплінах легкої атлетики серед дорослих:
- 10-11 лютого — зимовий чемпіонат з легкоатлетичних метань (диск, молот, спис) (Ялта)
- 31 березня — шосейна ходьба на 20 кілометрів серед чоловіків, а також на 5 та 20 кілометрів у жінок (Луцьк)
- 13-14 червня — багатоборства (Київ)

Як і минулого року, чемпіонство України зі спортивної ходьби на 50 кілометрів було розіграно на міжнародних змаганнях «Дудінська п'ятдесятка» (словац. Dudinská Päťdesiatka) у словацькому Дудінце серед українських ходоків, які брали в них участь. Змагання відбулись 24 березня.

### Чоловіки
| Дисципліни                     | Золото                                | Золото  | Срібло                                  | Срібло  | Бронза                                 | Бронза  |
| ------------------------------ | ------------------------------------- | ------- | --------------------------------------- | ------- | -------------------------------------- | ------- |
| Метання диска (зимовий)        | Юрій Білоног Одеська область          | 56,70   | Кирило Чупринін Волинська область       | 54,07   | Іван Напреєнко АР Крим                 | 51,11   |
| Метання молота (зимовий)       | Владислав Піскунов Херсонська область | 76,86   | Вадим Грабовий Дніпропетровська область | 75,30   | Олександр Крикун Черкаська область     | 74,20   |
| Метання списа (зимовий)        | Олег Стаценко Харківська область      | 70,70   | Віктор Міщук Волинська область          | 69,96   | Михайло Нетренко Харківська область    | 68,05   |
| Ходьба 20 кілометрів (зимовий) |                                       |         | Віталій Стецишин Львівська область      | 1:25.55 | Леонід Мізернюк Волинська область      | 1:26.46 |
| Ходьба 50 кілометрів           | Олексій Шелест Сумська область        | 3:58.17 | Юрій Бурбан Львівська область           | 4:14.15 | Сергій Лазар Львівська область         | 4:23.36 |
| Десятиборство                  | Сергій Блонський Київська область     | 7890    | Володимир Шатковський Київська область  | 7853    | Сергій Дудник Дніпропетровська область | 7739    |

### Жінки
| Дисципліни                     | Золото                                  | Золото  | Срібло                               | Срібло  | Бронза                                     | Бронза  |
| ------------------------------ | --------------------------------------- | ------- | ------------------------------------ | ------- | ------------------------------------------ | ------- |
| Метання диска (зимовий)        | Олена Антонова Дніпропетровська область | 64,20   | Вікторія Бойко Донецька область      | 57,44   | Наталія Фокіна Донецька область            | 54,03   |
| Метання молота (зимовий)       | Ірина Секачова Київська область         | 67,00   | Наталія Куницька Київ                | 62,50   | Ольга Клопова АР Крим                      | 61,04   |
| Метання списа (зимовий)        | Лілія Титаренко Запорізька область      | 55,57   | Людмила Гаманюк Донецька область     | 54,56   | Ганна Сластіна Харківська область          | 50,51   |
| Ходьба 5 кілометрів (зимовий)  | Ніна Ковальчук Волинська область        | 24.58   | Руслана Воропай Київ                 | 25.34   |                                            |         |
| Ходьба 20 кілометрів (зимовий) | Валентина Савчук Волинська область      | 1:30.36 | Віра Зозуля Тернопільська область    | 1:31.30 | Людмила Єгорова Сумська область            | 1:34.02 |
| Семиборство                    | Марина Брюхач Харківська область        | 5828    | Наталія Добринська Вінницька область | 5614    | Євгенія Мазуренко Дніпропетровська область | 5377    |